# Bégamonostor
Bégamonostor (1910-ig Monostor, románul: Mănăștiur, németül: Monostur) falu Romániában, a Bánságban, Temes megyében.

## Fekvése
Lugostól 24 km-re északkeletre, a Béga folyó partján fekszik. Síkvidéki sakktáblás település.

## Története
A középkori, ismeretlen rendhez kötődő kolostort csupán 1233-ban említették, Zakanymonostor néven. A mai falu határában, a református templomtól 500 méterre keletre, a Bega jobb partjától kétszáz méterre, a La mănăstire határrészben az 1979 és 1986 között folytatott ásatások tárták fel a monostor háromhajós, 22×12,7 méteres bazilikális templomának romjait, amelynek három apszisa kőből, hajói téglából épültek. A templomot a 12–13. században használhatták. A 14. század közepén már romos volt, ekkor az akkoriban tőle északkeletre fekvő település lakói temetőkertté alakították át.
A település első írásos említése: Monostor (1427). 1484-ben mezőváros. Várát először 1505-ben említik. 1551-ben Petrovics Péter, 1616-ban Bethlen Gábor foglalta el, később a törökök lerombolták.
1765-ben Arad vidékéről románok költöztek be. 1903–1904-ben a kincstár 30 telekre református magyarokat telepített.
Krassó vármegyéhez, 1880-tól Krassó-Szörény vármegye Bégai járásához tartozott.

## Lakossága
1910-ben 781 lakosából 508 volt román és 267 magyar anyanyelvű, 511 ortodox, 231 református és 28 római katolikus vallású.
2002-ben 1224 lakosából 1054 román, 104 magyar és 52 cigány nemzetiségű; 931 ortodox, 110 református, 116 pünkösdista és 30 római katolikus vallású.

## Látnivalók
- Határában 14. századi templom romjai állnak. Ortodox temploma 1779-ben, a református 1904-ben épült.

## Híres emberek
- Itt született 1879-ben Gheorghe Gârda nyelvjárási költő. Az ő 1908-as kötetéből való a jelszó: „Că tăt Bănatu-i fruncea!” ('Mégis a Bánát jár elöl!').

## Gazdasága

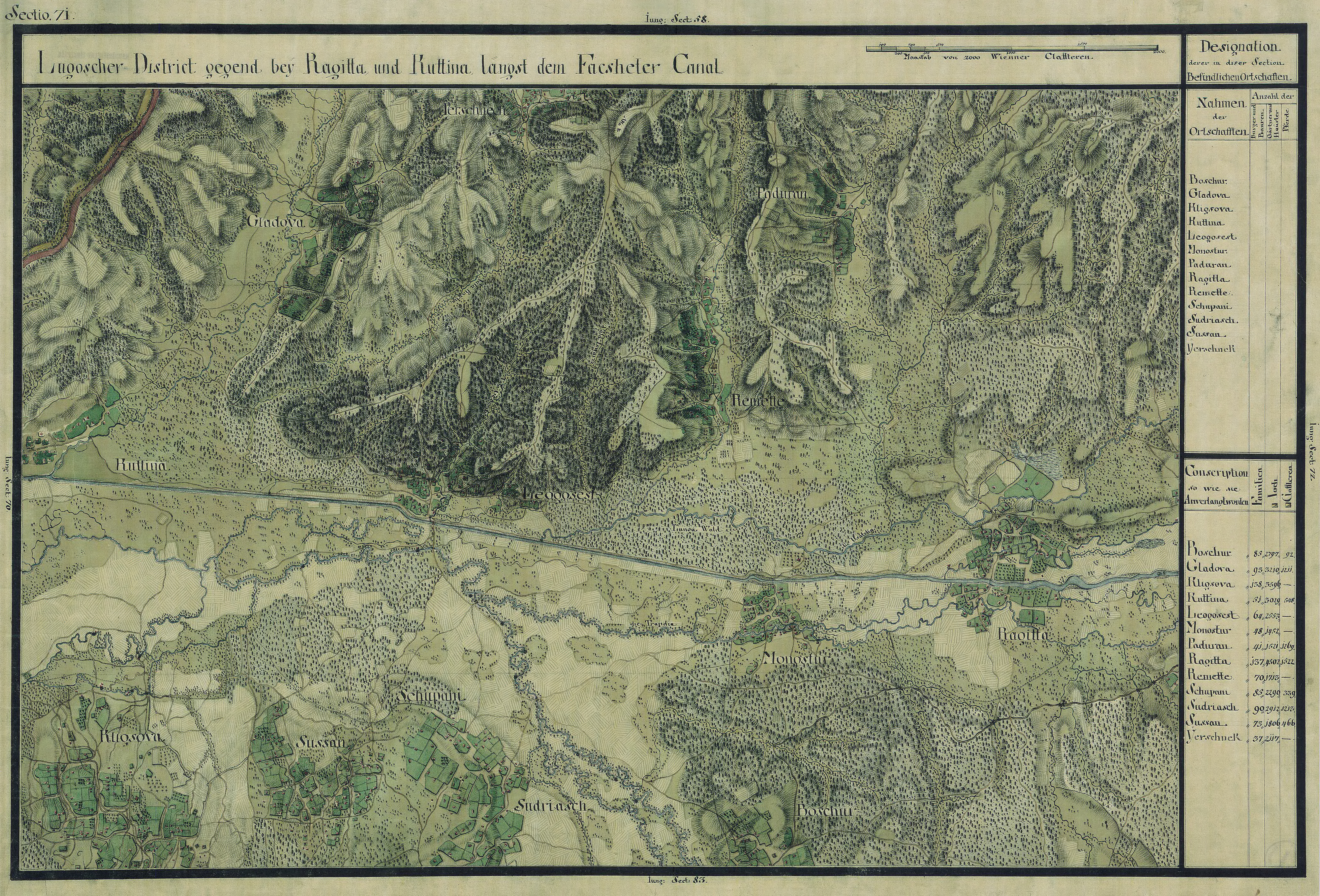
Bégamonostor környéke 1770 körül

- A településen fűrészárugyár működik.